# Dick Schreuder
Jan-Dirk Schreuder (Barneveld, Güeldres, 2 de agosto de 1971) es un exfutbolista y entrenador de fútbol neerlandés que actualmente está sin equipo tras abandonar la disciplina del C. D. Castellón. Es hermano del también entrenador Alfred Schreuder.

## Trayectoria

### Como jugador
Schreuder nació en Barneveld y comenzó su carrera en el PSV Eindhoven en el que jugaría durante cuatro temporadas, desde 1989 a 1993. Más tarde, jugaría en el Sparta Róterdam, Groningen y dos temporadas con el RKC Waalwijk.
En verano de 1997, fichó por el Stoke City inglés, pero a la temporada siguiente regresó al fútbol holandés para jugar en el Helmond Sport. Terminó su carrera profesional con Go Ahead Eagles en el que jugó desde 1999 a 2004.

### Como entrenador
Schreuder comenzaría su trayectoria en los banquillos en el equipo de su ciudad natal, en el club amateur holandés del SDV Barneveld en 2007 y donde permanecería durante 6 temporadas.
En junio de 2013, firmó como segundo entrenador de Edgar Davids en el Barnet Football Club. Después de la partida de Edgar Davids en enero de 2014, Schreuder y Landvreugd fueron designados entrenadores conjuntos, al que dirigieron durante tres meses.
En mayo de 2014, Schreuder dejó el Barnet Football Club para convertirse en entrenador del VV Katwijk, al que dirigió durante cuatro temporadas.
En febrero de 2018, se unió al cuerpo técnico de Philadelphia Union.
El 27 de mayo de 2019, el Philadelphia Union anunció que Schreuder dejaría el club al final de la temporada para convertirse en entrenador asistente de su hermano Alfred en las filas del TSG 1899 Hoffenheim para la temporada 2019-20.
El 12 de junio de 2021, se anunció que Schreuder se convertiría en entrenador asistente de Thomas Letsch en el Vitesse Arnhem.
El 18 de noviembre de 2021, Schreuder firmó un contrato de un año y medio para convertirse en el nuevo entrenador del PEC Zwolle de la Eerste Divisie, en sustitución del saliente Art Langeler.
Después de llevar al PEC Zwolle de regreso a la Eredivisie en la temporada 2022-23 con fútbol de ataque, el 28 de junio de 2023, fue nombrado entrenador del C.D. Castellón de la Primera Federación.Con el C.D. Castellón el 5 de mayo de 2024 logró al ascenso directo a la Segunda División de España.
El 20 de enero de 2025 tras cosechar 4 derrotas consecutivas en liga el entrenador neerlandés fue despedido del C. D. Castellón en la jornada 23.

## Clubes

### Como entrenador
| Club                                  | País           | Año       |
| ------------------------------------- | -------------- | --------- |
| SDV Barneveld                         | Países Bajos   | 2007-2013 |
| Barnet Football Club (2.º Entrenador) | Inglaterra     | 2013-2014 |
| Barnet Football Club                  | Inglaterra     | 2014      |
| VV Katwijk                            | Países Bajos   | 2014-2018 |
| Philadelphia Union (2.º Entrenador)   | Estados Unidos | 2018-2019 |
| TSG 1899 Hoffenheim (2.º Entrenador)  | Alemania       | 2019-2020 |
| Vitesse Arnhem (2.º Entrenador)       | Países Bajos   | 2021      |
| PEC Zwolle                            | Países Bajos   | 2021-2023 |
| CD Castellón                          | España         | 2023-2024 |

## Palmarés
- 1 Eerste Divisie (2023)